# Лэпъю (приток Пожега)
Лэпъю (устар. Лопь-Ю, Лапь) — река в России, протекает в Республике Коми. Устье реки находится в 44 км по правому берегу реки Пожег, в двух километрах от села Шыладор. Длина реки составляет 75 км.
На реке стоит посёлок сельского типа Мандач — административный центр Мандачского сельского поселения.

## Бассейн
- Мандач (пр)
- Лэпъюшор (лв)
- 53 км: Лемпуа (пр)
  - 7 км: Бадья	(пр)
  - 10 км: Почаёль (пр)
- Лэпъегыр (лв)

## Данные водного реестра
По данным государственного водного реестра России относится к Двинско-Печорскому бассейновому округу, водохозяйственный участок реки — Вычегда от города Сыктывкар и до устья, речной подбассейн реки — Вычегда. Речной бассейн реки — Северная Двина.
Код объекта в государственном водном реестре — 03020200212103000020404.